# Anthony Ramos
Anthony Paul Ramos Martinez (Brooklyn, 1991. november 1. –) amerikai színész és énekes.
Miután befejezte az American Musical and Dramatic Academy zenés színházi szakát, színpadi musicalekben kezdett el szerepelni. 2015-ben ő alakította John Laurens és Philip Hamilton kettős szerepét a Hamiltonban, amiért Grammy-díjat kapott. A 2020-as színpadi műben nyújtott alakításáért a legjobb férfi mellékszereplőnek járó Primetime Emmy-díjra jelölték.
Mellékszerepet játszott a Csillag születik (2018) sikerfilmben, valamint főszerepet alakított az In the Heights – New York peremén (2021) című musicalfilmben, amiért Golden Globe-díj-ra jelölték a legjobb férfi főszereplő – musical vagy vígjáték kateriában. Továbbá szerepelt a Transformers: A fenevadak kora (2023) és a Twisters – Végzetes vihar (2024) című filmekben.

## Fiatalkora és tanulmányai

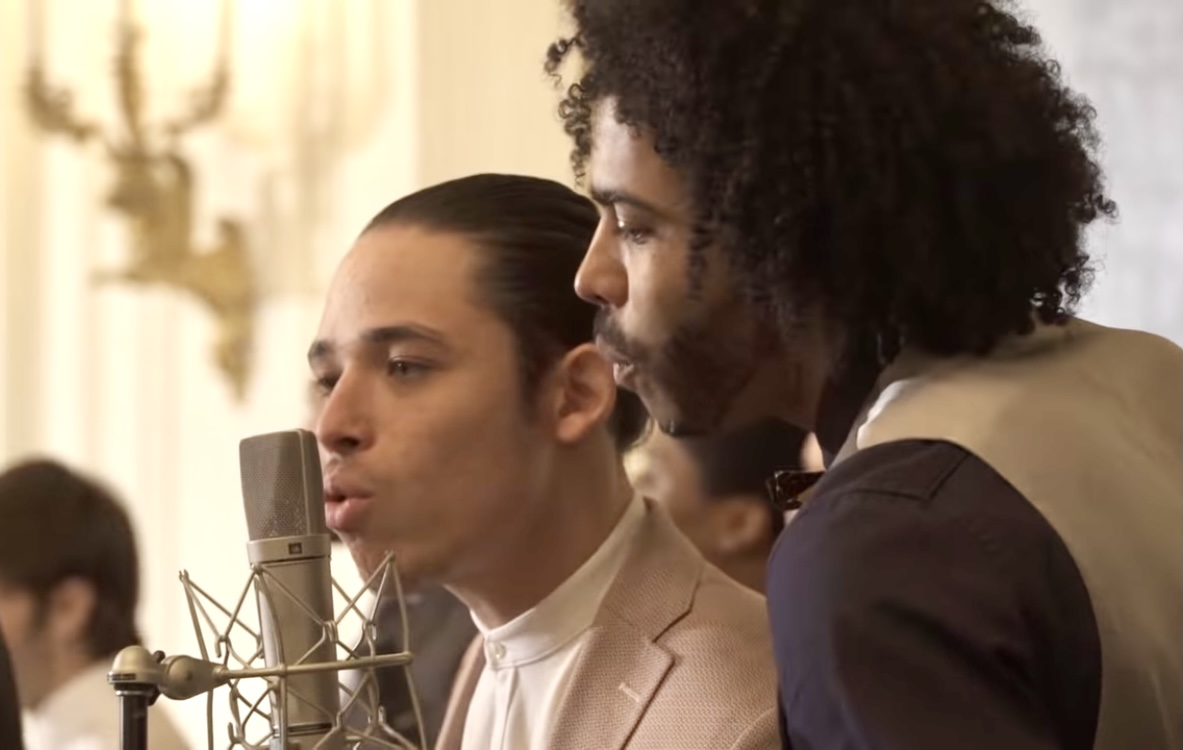
Ramos és Daveed Diggs a Fehér Házban, 2016 márciusában

1991. november 1-jén született Anthony Paul Ramos Martinez néven. A New York-i Brooklynban nőtt fel. Családja Puerto Ricó-i, afrikai, őslakos és európai felmenőkkel rendelkezik. A Finding Your Roots 2024-es epizódjában megtudta, hogy örökségének egy része a Kanári-szigetekre vezethető vissza, és 16. dédapja, Pelinor (meghalt 1505-ben), a Kanári-szigetek legnagyobb szigetének, a Tenerifének őslakos guanche királya volt.
A brooklyni Bushwick városrészben lévő Hope Gardens Apartmentsban, egy megfizethető lakóparkban élt édesanyjával, idősebb testvérével és húgával. Ramos apja kábítószerrel küzdött, és csak időnként volt jelen az életében.
A New York-i Queensben található Halsey Junior High Schoolba járt, ahol a Halsey Trio nevű diákcsoportban Motown-dalokat énekelt az iskolai gyűléseken. 2009-ben végzett a brooklyni New Utrecht High Schoolban. Ambíciói akkoriban a baseball körül forogtak, többek között azt tervezte, hogy az NCAA III-as divízióban főiskolai baseballozik, majd baseball-edzői karriert fut be. A középiskola után a New York-i Manhattan Upper West Side-on található American Musical and Dramatic Academyre, egy előadóművészeti konzervatóriumba járt, a Jerry Seinfeld által szervezett Seinfeld-ösztöndíjért. 2011-ben végzett a zenei színházi programban.

## Pályafutása
2011-től kezdődően különféle regionális és turnézó musicalprodukciókban kapott szerepeket, köztük Usnavi de la Vega szerepét a In the Heights egy 2012-es előadásában. 2014-ben fellépett a Heart and Lights című táncműsorban a Radio City Music Hallban, amely a The Rockettes együttessel készült, de az előadást az előbemutatók során törölték. A Heart and Lights próbái alatt meghallgatásra jelentkezett a Hamilton off-Broadway változatához a The Public Theaterben. Miután szerepet kapott a Hamiltonban, eljátszotta Justin Laboy szerepét Lin-Manuel Miranda rövid musicaljében, a 21 Chump Street-ben, amely egy 14 perces, egyszeri előadás volt 2014. június 7-én, és a This American Life számára rögzítették.
A Hamilton 2015 elején debütált off-Broadway, Ramos pedig az eredeti szereposztásban játszotta el a kettős szerepet: John Laurenst és Philip Hamiltont, Alexander Hamilton legidősebb fiát. A musical 2015. július 13-án előbemutatókkal került át a Broadwayre, és augusztus 6-án tartották a hivatalos premierjét. Ramos 2016. november 20-án távozott a produkcióból, helyét Jordan Fisher vette át.
2016 szeptemberében bejelentették, hogy szerepet kapott Spike Lee Netflixes vígjáték-dráma sorozatában, a Nola Darlingben, ahol Mars Blackmont alakította. Eljátszotta Ramon szerepét a 2018-as Csillag születik című filmben, amelynek főszereplői Lady Gaga és Bradley Cooper voltak, utóbbi pedig a rendezést is vállalta. 2018-ban a Variety arról számolt be, hogy Ramos megkapta Usnavi de la Vega szerepét a In the Heights filmadaptációjában. A filmet 2021-ben mutatták be, és jelentős kritikai elismerést kapott, de a mozipénztáraknál megbukott.
2021 áprilisában kiválasztották a Transformers filmsorozat következő részének főszerepére, amelynek címe Transformers: A fenevadak kora. A filmet 2023. június 9-én mutatták be. 2022 februárjában Ramos szerepet kapott Parker Robbins / Csuklya karaktereként az érkező szuperhős sorozatban, a Vasszívben, amely a Marvel-moziuniverzum része. 2024 januárjában bejelentették a Bob, a mester animációs film szinkronhangként. 2024 júliusában szerepelt a Twisters – Végzetes vihar című filmben, amely az 1996-os Twister folytatása.

## Magánélete
2014-ben Ramos a Hamilton című off-Broadway produkció próbái során ismerkedett meg Jasmine Cephas Jones színésznővel. Kapcsolatukat 2015 februárjában erősítette meg, 2018 szentestéjén megkérte Jones kezét kedvenc kastélya előtt, az angliai Arundelben.  2021 novemberében felbontották eljegyzésüknek, mielőtt hivatalosan is szakítottak volna.
2024 februárjában Ramos családja szerepelt a PBS Finding Your Roots című, genealógiáról szóló műsorának 104. epizódjában („Mean Streets”).

## Filmográfia

### Film
| Év   | Magyar cím                        | Eredeti cím                      | Szerep                         | Magyar hang       |
| ---- | --------------------------------- | -------------------------------- | ------------------------------ | ----------------- |
| 2016 |                                   | White Girl                       | Kilo                           |                   |
| 2016 |                                   | 10 Crosby (rövidfilm)            | fiatal portás                  |                   |
| 2017 | Patti Cake$                       | Patti Cake$                      | Swisha                         | Timon Barnabás    |
| 2018 |                                   | Monsters and Men                 | Manny Ortega                   |                   |
| 2018 |                                   | Summer Days, Summer Nights       | Frankie                        |                   |
| 2018 | Csillag születik                  | A Star Is Born                   | Ramon                          | Jéger Zsombor     |
| 2019 | Godzilla II. – A szörnyek királya | Godzilla: King of the Monsters   | Anthony Martinez törzsőrmester | Szatory Dávid     |
| 2020 | Trollok a világ körül             | Trolls World Tour                | Trollex király (hangja)        | Jéger Zsombor     |
| 2020 | Hamilton                          | Hamilton                         | John Laurens / Philip Hamilton |                   |
| 2020 | Becsületes tolvaj                 | Honest Thief                     | Ramon Hall                     | Jéger Zsombor     |
| 2021 | In the Heights – New York peremén | In the Heights                   | Usnavi de la Vega              |                   |
| 2022 | A rosszfiúk                       | The Bad Guys                     | Mr. Piranha (hangja)           | Csőre Gábor       |
| 2023 | Transformers: A fenevadak kora    | Transformers: Rise of the Beasts | Noah Diaz                      | Ember Márk        |
| 2023 | Pénzeső                           | Dumb Money                       | Marcus                         | Kádár-Szabó Bence |
| 2024 |                                   | Long Distance                    | Andy Ramirez                   |                   |
| 2024 | Twisters – Végzetes vihar         | Twisters                         | Javi                           | Ember Márk        |
| 2025 |                                   | Highest 2 Lowest                 | Önmaga                         |                   |
| 2025 | A rosszfiúk 2.                    | The Bad Guys 2                   | Mr. Piranha (hangja)           | Csőre Gábor       |
| 2025 |                                   | A House of Dynamite              | ismeretlen szerep              |                   |

### Televízió
| Év        | Magyar cím                               | Eredeti cím                       | Szerep                   | Megjegyzés                                                          |
| --------- | ---------------------------------------- | --------------------------------- | ------------------------ | ------------------------------------------------------------------- |
| 2015      | Younger                                  | Younger                           | Julio                    | 1 epizód                                                            |
| 2016      | Esküdt ellenségek: Különleges ügyosztály | Law & Order: Special Victims Unit | Juan Flores              | 1 epizód                                                            |
| 2017–2018 | Will és Grace                            | Will & Grace                      | Tony                     | 4 epizód                                                            |
| 2017–2019 | Nola Darling                             | She's Gotta Have It               | Mars Blackmon            | 19 epizód                                                           |
| 2019      | Elena, Avalor hercegnője                 | Elena of Avalor                   | Tito (hangja)            | - 1 epizód - magyar hangja: - Scherer Péter - Szolnoki Péter (ének) |
| 2021      | A terapeuta                              | In Treatment                      | Eladio Restrepo          | 6 epizód                                                            |
| 2021      |                                          | Blindspotting                     | Yorkie                   | 2 epizód                                                            |
| 2021      | Trollok nyaralása a harmóniában          | Trolls: Holiday in Harmony        | Trollex király (hangja)  | különkiadás                                                         |
| 2024      |                                          | Finding Your Roots                | Önmaga                   | 1 epizód                                                            |
| 2025      | Vasszív                                  | Ironheart                         | Parker Robbins / Csuklya | - minisorozat (6 epizód) - magyar hangja: - Ember Márk              |